# Zjawisko quasi-periodyczne
Zjawisko quasi-periodyczne, zjawisko prawie periodyczne – zjawisko występujące niemal idealnie w tych samych odstępach czasu. Jako przykłady można wymienić dźwięki quaziperiodyczne oraz cykl miesiączkowy.